# Драга Олтяну Матей
Драга Олтяну Матей (рум. Draga Olteanu Matei; нар. 24 жовтня 1933, Бухарест, Румунія — 18 листопада 2020, Ясси, Румунія) — румунська актриса театру і кіно, театральний діяч.

## Біографія

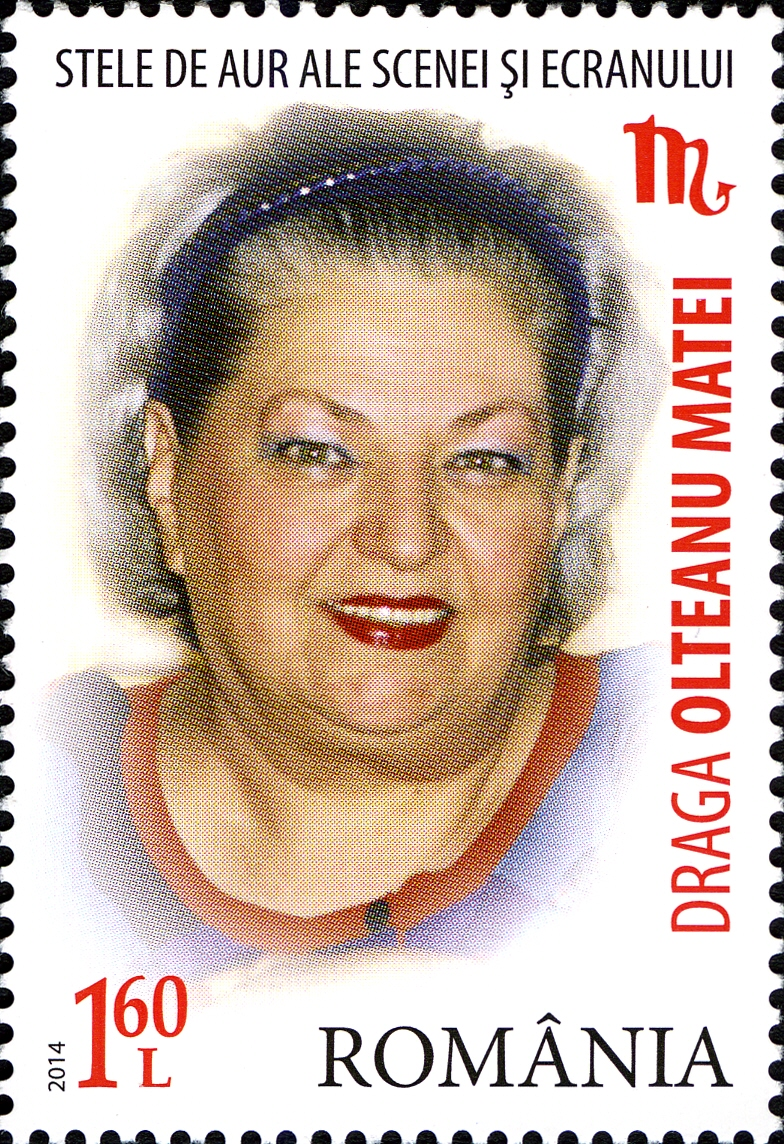
Драга Олтяну Матей на поштовій марці Румунії 2014 р.

Народилася 1933 року в румунській столиці Бухаресті. У дитинстві жила в Пьятра-Нямці. У 1956 році закінчила акторський факультет Інституту театру і кіно «І. І. Караджале». Того ж року дебютувала на театральній сцені.
Амплуа — комедійна актриса.
До 1992 року грала у Бухарестському національному театрі. Заснувала перший приватний аматорський театр в Румунії.
Зіграла більш ніж в 50 театральних виставах, 90 кінофільмах та 100 телефільмах.
29 жовтня 2011 року вона отримала зірку на Румунській алеї слави в Бухаресті.

## Вибрана фільмографія
- 1961 — Украли бомбу
- 1963 — Посмішка в розпалі літа / Un Surîs în plina vara
- 1965 — Гайдуки /Haiducii — дружина Здрелі
- 1966 — Голгофа / Golgota
- 1967 — Хто відкриє двері? /  Cine va deschide uşa?
- 1967 — Помста гайдуків /  Razbunarea haiducilor
- 1968 — Дні літа /  Zile de vara
- 1972 — Вибух /  Explozia — Анжела (озвучування — Віра Ентоні)
- 1972 — Весільне танго /  Astă seară dansăm în familie — вдова
- 1973 — Брати Ждер /  Fraţii Jderi — циганка-ворожка
- 1973 — Веснянкуватий /  Pistruiatul
- 1974 — Штефан Великий /  Ştefan cel Mare — Vaslui 1475 — Ірина, акушерка
- 1975 — Ілюстрація з польовими квітами /  Ilustrate cu flori de câmp — Наса-акушерка
- 1975 — Осінь першокурсника /  Toamna bobocilor — Варвара
- 1975 — Пристрасть /  Patima — пауні
- 1978 — Хто ж мільярдер? /  Nea 'Mărin miliardar — Вета
- 1978 — Операція «Автобус» /  Actiunea «Autobuzul»
- 1979 — Людина в пальто /  Un om în loden
- 1980 — Янку Жіану — збирач податків /  Iancu Jianu, zapciul
- 1984 — Парі з чарівницею /  Rămăşagul
- 1995 — Данило Перепеляк /  Danila Prepeleac
- 1999 — Знаменитий папараці / Faimosul paparazzo
- 2012—2013 — Щоденники літніх канікул (телесеріал)

## Нагороди
- Орден Зірки Румунії 5-го ступеня (2002, за мистецьку кар'єру і особливий талант)
- Орден Корони Румунії (2014)
- Премія Гопо за досягнення в мистецтві (2010)
- Премія Excelență al Revistei VIP (2005)
- Премія UNITER за досягнення з мистецтві (2004)
- Премія TVR і PTWB (Prime Time World Broadcast) популярної актриси (2003)
- Премія ACIN (1975).
- Почесний громадянин Бухареста
- Зірка на Алеї Слави в Бухаресті (2011).